# Presa de Akosombo

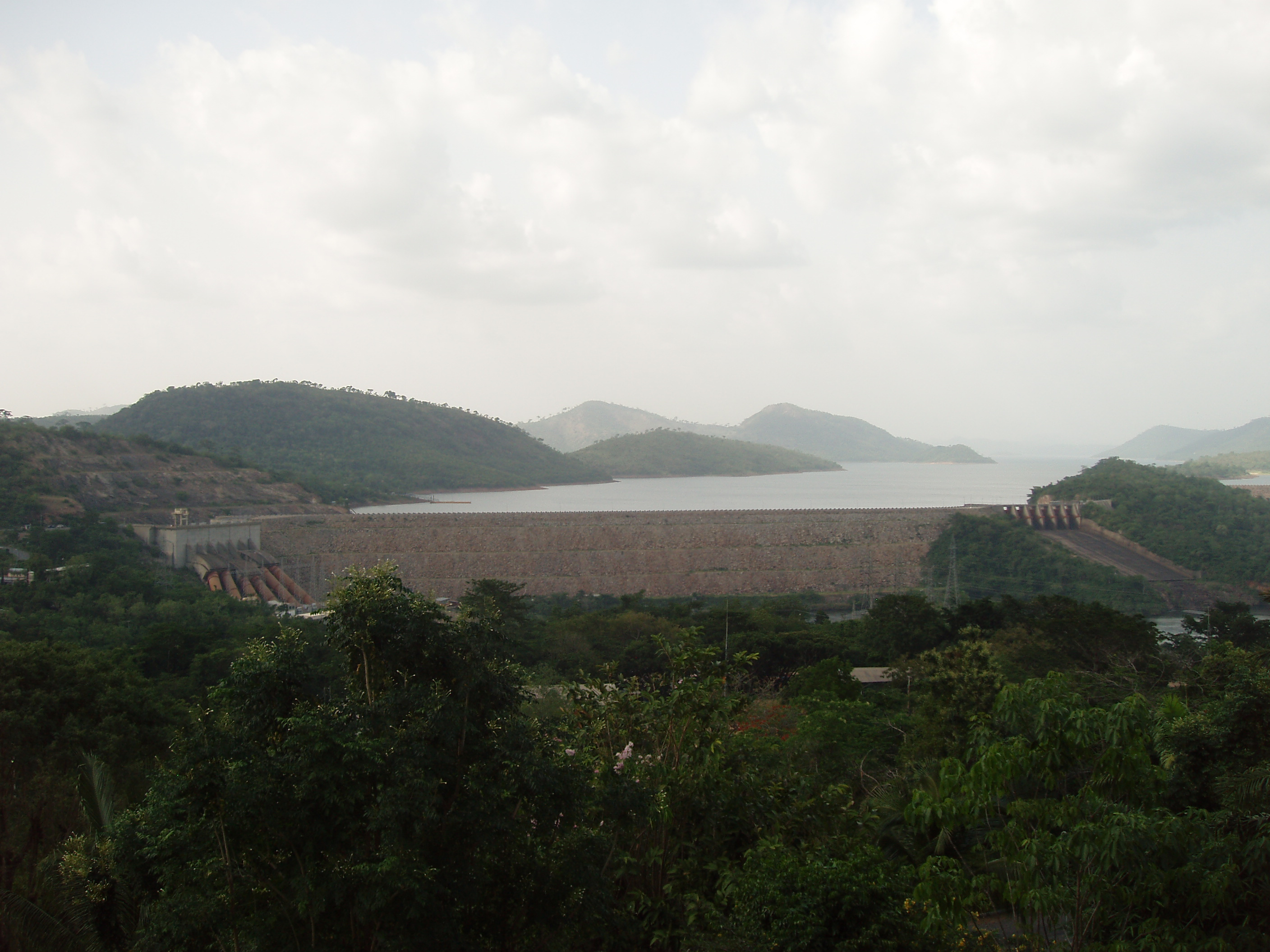
La presa de Akosombo

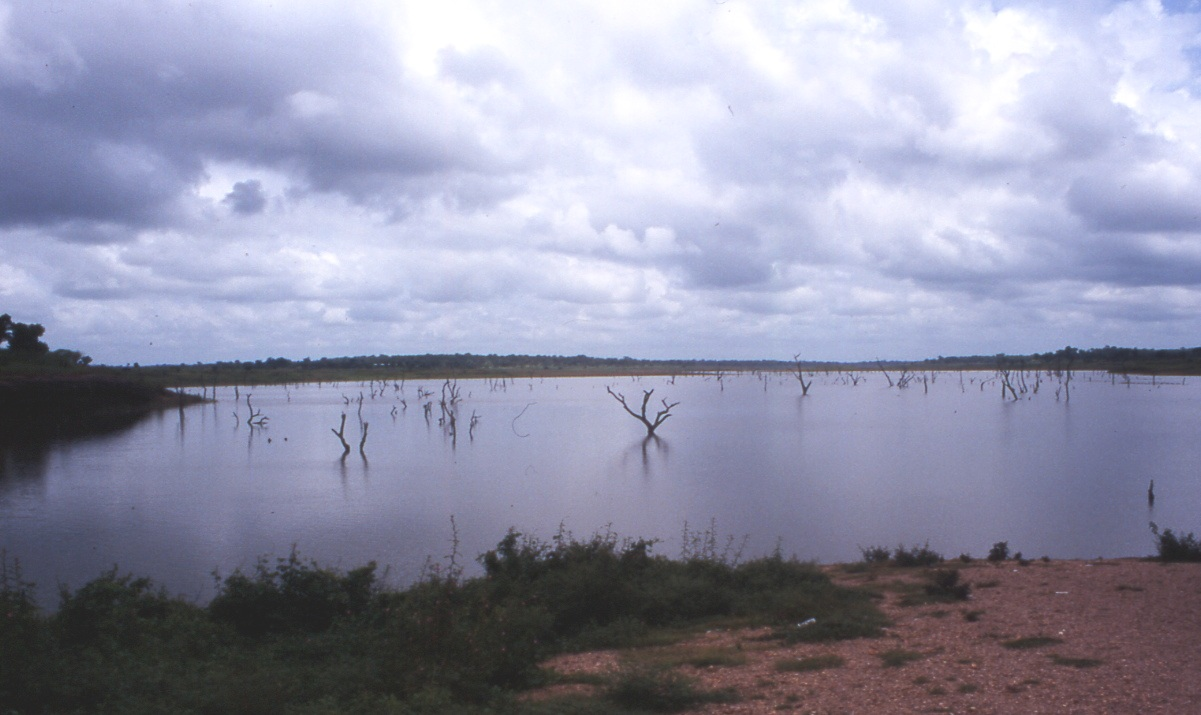
Árboles muertos en zona inundada por el lago Volta

La  presa de Akosombo es una presa hidroeléctrica en el río Volta, situada en el sudeste de Ghana. Tiene 660 m de largo y 114 de alto. Debido a su construcción se formó el lago Volta, el embalse con más superficie de agua del mundo.
Su producción permite satisfacer la demanda energética local lo mismo que exportar electricidad a Togo y a Benín. Sin embargo, su rendimiento depende del nivel del lago, y por ende de la intensidad de las lluvias en la cuenca del río Volta. Su construcción no ha estado exenta de repercusiones negativas en varios ámbitos, principalmente a nivel medioambiental.